# Rajapalayam
Rajapalayam är en stad i den indiska delstaten Tamil Nadu, och tillhör distriktet Virudhunagar. Folkmängden uppgick till 130 442 invånare vid folkräkningen 2011.